# Amedeo Peyron (filologo)
Amedeo Angelo Maria Curto Peyron (Torino, 2 ottobre 1785 – Torino, 27 aprile 1870) è stato un filologo classico, orientalista e papirologo italiano.

## Biografia
Laureato nel 1808 in lettere nell'Università di Torino, l'anno successivo fu ordinato sacerdote. Discepolo di Tommaso Valperga, abate di Caluso, gli succederà sulla cattedra di lingue orientali. Fu socio dell'Accademia delle Scienze dal 31 marzo 1816.
Il 3 aprile del 1848 fu nominato senatore del Regno di Sardegna insieme ad altri 56, ma ci rimase poco: il 21 agosto del 1849 dette le dimissioni motivate dalla sua sordità.
Ricoprì numerose cariche, accademiche e non, quali docente dell'Ateneo, direttore della Biblioteca universitaria e promotore del Museo Egizio, rettore nel triennio 1826-1829, membro del Magistrato della Riforma, del Consiglio Superiore dell'Istruzione Pubblica e della Giunta di antichità e belle arti.
Il suo Lexicon linguae copticae (1835) è considerato il testo base della lessicografia copta moderna.
Il Comune di Torino gli ha dedicato una strada nel quartiere San Donato.